# Cantonul Sartène
Cantonul Sartène este un canton din arondismentul Sartène, departamentul Corse-du-Sud, regiunea Corsica, Franța.

## Comune
| Comune              | Populație (1999) | Cod poștal | Cod INSEE |
| ------------------- | ---------------- | ---------- | --------- |
| Belvédère-Campomoro | 153              | 20110      | 2A035     |
| Bilia               | 48               | 20100      | 2A038     |
| Foce                | 144              | 20100      | 2A115     |
| Giuncheto           | 80               | 20100      | 2A127     |
| Granace             | 58               | 20100      | 2A128     |
| Grossa              | 42               | 20100      | 2A129     |
| Sartène             | 3.418            | 20100      | 2A272     |